# Kostěnice
Kostěnice – wieś i gmina w Czechach, w powiecie Pardubice, w kraju pardubickim. 1 stycznia 2014 liczyła 539 mieszkańców.
We wsi jest stacja kolejowa Kostěnice.